# Château de Joviac
Le château de Joviac est un château situé à Rochemaure, dans le département français de l'Ardèche.

## Situation
Le village de Rochemaure se situe en bordure du Rhône, au pied du plateau du Coiron. Le château se trouve au bout d'un chemin de terre qui coupe des grands champs de céréales, sur la droite de la nationale 86 en direction du Teil.

## Description des lieux

### Le château
De hauts murs et un beau portail renferment la cour d'honneur qui devance le château. C'est une imposante bâtisse composée de deux étages aux ouvertures toutes semblables et de greniers aux orifices circulaires comme ceux des anciennes magnaneries du pays. L'édifice est flanqué de deux tours circulaires sur la façade principale, et dune grande tour carrée, ancien donjon, autrefois isolée par un fossé.
Le rez-de-chaussée intérieur comprend une cuisine, une salle à manger, une chambre chauffée grâce à la cheminée de la cuisine. L'arrière est occupé par l'office et une grande cave. Au premier étages se trouvent les chambres et une belle salle de réception. Le second étages était réservé aux serviteurs.

### Les dépendances
Vastes dépendances, dont un grand ensemble en "U" constitué à l'ouest d'une ancienne salle de moulinage surmontée d'une magnanerie. La partie est comprend elle aussi une ancienne magnanerie à l'étage, et au rez-de-chaussée, se trouvait la "maison des pauvres" où les maîtres des lieux assuraient les distributions de nourriture, vraisemblablement jusqu'à la révolution.
Plus loin, une grille du XIXe siècle renferme un parc contenant chênes et platanes, pour certains datant du XVIIIe siècle.
Le domaine comprend aussi une chapelle installée par les premiers propriétaires en partie dans l'une des anciennes tours de défense ; une orangerie surmontée d'une tour anciennement défensive, qui servait aussi de pigeonnier ; deux grandes terrasses aménagées : potager, jardins de plantes médicinales, jardin, verger, ruches ; une écurie ; un four à pain ; un vivier...

## Historique
L'édifice est inscrit au titre des monuments historiques en 1971 et 1990, et classé en 2001.